# TT Pro League 2015-16
La TT Pro League 2015-16 (conocida como Digicel Pro League por ser patrocinada por la empresa de telecomunicaciones Digicel) será la edición número 17 de la TT Pro League. La temporada comenzó el 25 de septiembre de 2015 y terminó el 21 de mayo de 2016. Central F.C. fue el campeón defensor.

## Formato
Los diez equipos participantes jugarán entre sí todos contra todos tres veces totalizando 27 partidos cada uno; al término de la temporada el primer clasificado se proclamará campeón y junto al segundo clasificado, de cumplir con los requisitos preestablecidos, podrán participar en el Campeonato de Clubes de la CFU 2017, mientras que el último clasificado descenderá a la TT Superliga Nacional 2016.

## Equipos participantes
| Pos.   | Equipo             | Ciudad        | Estadio                            | Capacidad |
| ------ | ------------------ | ------------- | ---------------------------------- | --------- |
| 1      | Central FC         | California    | Estadio Ato Boldon                 | 10 000    |
| 2      | W Connection       | Point Lisas   | Estadio Manny Ramjohn              | 10 000    |
| 3      | Defence Force      | Chaguaramas   | Estadio Hasely Crawford            | 27 000    |
| 4      | North East Stars   | Sangre Grande | Complejo Regional de Sangre Grande | 7000      |
| 5      | Point Fortin Civic | Point Fortin  | Pavellón Mahaica Oval              | 2500      |
| 6      | San Juan Jabloteh  | San Juan      | Estadio Hasely Crawford            | 27 000    |
| 7      | Police FC          | Saint James   | Estadio Hasely Crawford            | 27 000    |
| 8      | Caledonia AIA      | Morvant       | Estadio Larry Gomes                | 10 000    |
| 9      | St. Ann's Rangers  | San Juan      | Estadio Hasely Crawford            | 27 000    |
| 1 (SD) | Club Sando         | Couva         | Estadio Ato Boldon                 | 10 000    |

### Ascensos y descensos
| Pos. | Ascendidos de TT Superliga Nacional 2014-15 |
| ---- | ------------------------------------------- |
| 1    | Club Sando                                  |

| Pos.    | Descendidos de TT Pro League 2014-15 |
| ------- | ------------------------------------ |
| No hubo |                                      |

## Tabla de posiciones
Actualizado el 14 de octubre de 2016.
| Pos. | Equipo             | PJ | PG | PE | PP | GF | GC | DG  | Pts. | Título                                        |
| ---- | ------------------ | -- | -- | -- | -- | -- | -- | --- | ---- | --------------------------------------------- |
| 1    | Central FC         | 27 | 18 | 4  | 5  | 68 | 20 | +48 | 58   | Campeón y Campeonato de Clubes de la CFU 2017 |
| 2    | San Juan Jabloteh  | 27 | 17 | 3  | 7  | 51 | 36 | +15 | 54   | Campeonato de Clubes de la CFU 2017           |
| 3    | Defence Force      | 27 | 14 | 7  | 6  | 54 | 23 | +31 | 49   |                                               |
| 4    | W Connection       | 27 | 14 | 7  | 6  | 54 | 25 | +29 | 49   |                                               |
| 5    | North East Stars   | 27 | 13 | 5  | 9  | 42 | 49 | −7  | 44   |                                               |
| 6    | Police FC          | 27 | 12 | 4  | 11 | 57 | 56 | +1  | 40   |                                               |
| 7    | Club Sando         | 27 | 12 | 4  | 11 | 57 | 56 | +1  | 40   |                                               |
| 8    | Point Fortin Civic | 27 | 6  | 4  | 17 | 28 | 56 | −28 | 22   |                                               |
| 9    | Caledonia AIA      | 27 | 6  | 4  | 17 | 28 | 57 | −29 | 22   |                                               |
| 10   | St. Ann's Rangers  | 27 | 3  | 5  | 19 | 26 | 65 | −39 | 14   |                                               |

## Goleadores
Actualizado el 14 de octubre de 2016.
| Pos. | Jugador       | Equipo            | Goles |
| ---- | ------------- | ----------------- | ----- |
| 1    | Makesi Lewis  | Police FC         | 21    |
| 2    | Jason Marcano | Central FC        | 17    |
| 3    | Marcus Joseph | Central FC        | 14    |
| 4    | Devon Modeste | Club Sando        | 14    |
| 5    | Nathan Lewis  | San Juan Jabloteh | 13    |